# Sarcophaga kaplani
Sarcophaga kaplani är en tvåvingeart som beskrevs av Andy Z. Lehrer 1999. Sarcophaga kaplani ingår i släktet Sarcophaga och familjen köttflugor.
Artens utbredningsområde är Israel. Inga underarter finns listade i Catalogue of Life.